# Nanni Balestrini
Nanni Balestrini (* 2. Juli 1935 in Mailand; † 20. Mai 2019 in Rom) war ein italienischer Schriftsteller und ein radikaler politischer Aktivist des italienischen Operaismus.

## Leben und Werk
Nanni Balestrini war Redakteur der Zeitschrift Il Verri, Kodirektor von Alfabeta und zählte zu der Gruppe von italienischen Schriftstellern, die 1961 in der Anthologie I Novissimi publizierten. In den 1960er Jahren erweiterte sich diese Gruppe zum Gruppo 63, deren Publikationen Balestrini edierte. Von 1962 bis 1972 arbeitete er zudem als Redakteur beim Verlag Feltrinelli, kooperierte mit dem Verlag Marsilio und gab Ausgaben der Cooperativa Scrittori heraus.
1968 war Balestrini Mitbegründer der Gruppe Potere operaio, 1976 Unterstützer der Autonomia. 1979 wurde er der Mitgliedschaft in der Guerilla beschuldigt und floh nach Paris sowie später nach Deutschland.
Einem größeren Publikum wurde Balestrini Anfang der 1970er Jahre durch seinen ersten Roman Wir wollen alles bekannt. Darin beschreibt er die Kämpfe und Auseinandersetzungen in der Automobilfabrik von FIAT. Auch in den darauffolgenden Jahren blieben die sozialen Bewegungen der Zeit sein Thema. Mit dem Buch Die Unsichtbaren setzte er der „Generation von 1977“ ein literarisches Denkmal. Zum einen wird die Aufbruchstimmung jener Jahre deutlich, die sich in Hausbesetzungen, der Gründung freier Radios und anderen niederschlug, zugleich schildert er aber auch die Repression seitens des Staates auf diese Bewegungen. Weitere wichtige Werke sind I Furiosi, das sich der Fußballfankultur des AC Mailand widmet, und Der Verleger, das sich auf Giangiacomo Feltrinelli bezieht. Besonders in seinem, gemeinsam mit Primo Moroni verfassten, Buch Die Goldene Horde wird seine Nähe zum Operaismus deutlich. Zuletzt erschien von ihm der Roman Sandokan, in dem es um die Camorra in Casal di Principe geht. 

## Werke

### Deutsch
- 1971: Wir wollen alles (Vogliamo tutto), dt. von Peter O. Chotjewitz. Trikont Verlag, München 1972; Verlag Assoziation A, Hamburg/Berlin 2003.
- 1975: Weitschweifige Tänze verbal (Ballate distese), dt. von Gerald Bisinger. Verlag Klaus Renner, Erlangen 1978.
- 1980: Blackout, dt. von Andreas Löhrer. Klever Verlag, Wien 2015.
- 1987: Die Unsichtbaren (Gli invisibili), dt. von Renate Heimbucher-Bengs. Weismann Verlag München 1988, Verlag Assoziation A, Hamburg/Berlin 2001.
- 1988: Die goldene Horde (L’orda d’oro), mit Primo Moroni, dt. von Christel Fröhlich. Verlag Schwarze Risse, Berlin 1994.
- 1989: Der Verleger (L’editore), dt. von Christel Fröhlich und Andreas Löhrer. Verlag Libertäre Assoziation, Hamburg 1992; Assoziation A, Berlin 2020.
- 1994: I furiosi. Die Wütenden, dt. von Dario Azzellini, ID Verlag, Amsterdam 1995.
- 1999: Die große Revolte (La grande rivolta), dt. von Peter O. Chotjewitz, Renate Heimbucher-Bengs, Christel Fröhlich und Andreas Löhrer. Assoziation A, Hamburg/Berlin 2008.
- 2004: Sandokan. Eine Erzählung der Camorra (Sandokan, storia di camorra), dt. von Max Henninger. Verlag Assoziation A, Hamburg/Berlin 2006.
- 2009: Tristano, dt. von Peter O. Chotjewitz, Suhrkamp Verlag, Berlin 2009.
- 2012: Carbonia (Carbonia – Eravamo tutti comunisti), dt. von N. N., Samizdat Verlag, Wien 2013.
  - 2017: Carbonia – Wir waren alle Kommunisten. bahoe books, Wien 2017, ISBN 978-3-903022-58-4.

### Anthologien
Nanni Balestrini: Alles auf einmal. Text und Porträt. Literarisches Colloquium Berlin 1991

### Über Nanni Balestrini
Nanni Balestrini. Landschaften des Wortes. Hrsg. von Thomas Atzert, Andreas Löhrer, Reinhard Sauer und Jürgen Schneider. Assoziation A, Hamburg/Berlin 2015

### Italienisch

#### Poesie
- Come si agisce, Feltrinelli, 1963.
- Ma noi facciamone un'altra, Feltrinelli, 1966.
- Poesie pratiche, antologia 1954–1969, Einaudi, 1976.
- Le ballate della signorina Richmond, Coop. Scrittori, 1977.
- Blackout, DeriveApprodi, 2009 [2001].
- Ipocalisse, Scheiwiller, 1986.
- Il ritorno della signorina Richmond, Becco giallo, 1987.
- Osservazioni sul volo degli uccelli, poesie 1954-56, Scheiwiller, 1988.
- Il pubblico del labirinto, Scheiwiller, 1992.
- Estremi rimedi, Manni, 1995.
- Le avventure complete della signorina Richmond, Testo&Immagine, 1999.
- Elettra, Luca Sossella, 2001.
- Tutto in una volta, antologia 1954-2003, Edizioni del Leone, 2003.
- Sfinimondo, Bibliopolis, 2003.
- Sconnessioni, Rom, Fermenti, 2008.
- Blackout e altro, Rom, Deriveapprodi, 2009.
- Lo sventramento della storia, Rom, Polìmata, 2009.

#### Romane
- Tristano, DeriveApprodi, 2007 [1964].
- Vogliamo tutto, DeriveApprodi, 2004 [1971].
- La violenza illustrata, DeriveApprodi, 2001 [1976].
- Gli invisibili, DeriveApprodi, 2005 [1987].
- L'editore, DeriveApprodi, 2006 [1989].
- I furiosi, DeriveApprodi, 2004 [1994].
- Una mattina ci siam svegliati, Baldini & Castoldi, 1995.
- La Grande Rivolta, Bompiani, 1999.
- Sandokan, storia di camorra, Einaudi, 2004.

#### Erzählungen
- Disposta l'autopsia dell'anarchico morto dopo i violenti scontri di Pisa in: Paola Staccioli, In ordine pubblico, Rom, 2002, S. 25–31.

#### Diverses
- Gruppo 63, L'Antologia, (mit Alfredo Giuliani), Testo&Immagine, 2002 [1964].
- Gruppo 63. Il romanzo sperimentale, Feltrinelli, 1965.
- L'Opera di Pechino, (mit Letizia Paolozzi), Feltrinelli, 1966.
- L'orda d'oro, (mit Primo Moroni), Sugarco, 1988; Feltrinelli, 1997, 2003.
- Parma 1922, DeriveApprodi, 2002.